# Agustín Tellería
Agustín Tellería Mendizábal (Anzuola, marzo de 1884-Vitoria, 24 de marzo de 1939) fue un político tradicionalista y requeté español.

## Biografía
Era hijo de José Tellería Oyarzábal, propietario de una fábrica de curtidos en la localidad guipuzcoana de Anzuola, y de María Esteban Mendizábal Elgarresta. Su padre había sido oficial carlista en la guerra de 1872-1876.
Seguidor de la tradición familiar, Agustín Tellería militó en el carlismo, pero en 1919 se adhirió a la escisión de Vázquez de Mella. Sin embargo, junto con Francisco Alberdi, alcalde de Azcoitia, abogaría una década más tarde por la reunificación de los tradicionalistas y en una asamblea celebrada en 1931 en Tolosa leyó, como representante del mellismo guipuzcoano, un voto en el que propuso que los mellistas se reintegrasen al jaimismo.
El 11 de enero de 1932 participó en un acto en Pamplona en el que se selló también el regreso a la Comunión Tradicionalista del antiguo integrismo, que Tellería definió como el «vigilante constante de los principios inmutables». En mayo del mismo año intervino en otro mitin tradicionalista en Pamplona que le hizo famoso. Durante la Segunda República destacaría como propagandista del tradicionalismo y fue candidato para diputado a Cortes en las elecciones de 1936.
Era jefe del Requeté guipuzcoano y uno de los máximos exponentes de la conspiración contra la República en Guipúzcoa. Según Antonio de Lizarza, jefe de la conspiración en Navarra, Tellería consiguió hacerse con una importante cantidad de armas en Éibar que estaban consignadas para ser enviadas a Bélgica.
El 8 de junio de 1936 fue detenido y recluido en la Cárcel Modelo de Madrid junto con Lizarza y otros. Tras el estallido de la guerra civil, estuvo a punto de ser fusilado en la matanza de la noche del 22 de agosto, pero logró salir de prisión haciéndose pasar por un preso común, gracias al encargado del fichero en la cárcel, que cambió en su ficha «peligroso tradicionalista en acción» por «Adicto al régimen. Conforme».
En situación de busca y captura, permaneció varios meses escondido en Madrid, alojado por sus diversos amigos y contactos. Con nombre fingido y el carnet de la CNT, logró escapar finalmente de la «zona roja» tras obtener un salvoconducto a Valencia y, desde allí, un pasaporte para Francia. Entró en la «zona nacional» a través de San Juan de Luz, donde fue abrazado por el príncipe regente carlista, Javier de Borbón Parma, que le daba por muerto. Allí descubrió también que su casa y su fábrica habían sido desvalijadas por los republicanos. Al llegar a su hogar, se reunió con su familia, que tampoco daba crédito. Su mujer y cinco de sus hijas le contaron que habían estado en Bilbao «prisioneras en poder de los rojos», mientras que el mayor había estado combatiendo en el Requeté en el frente de Somorrostro.
Los distintos episodios de su cautiverio y liberación, en los que Tellería no veía otra cosa que «mano divina», fueron recogidos en varios artículos de prensa y en un libro publicado en 1937 bajo el título de «El milagro de Agustín Tellería. De miliciano rojo a soldado de la España Imperial», con prólogo de Ignacio Romero Raizábal.
Inspector general de Requetés de la Junta Nacional Carlista de Guerra, tras la conquista de Guipúzcoa por el bando nacional fue el primer jefe provincial del partido único en esa provincia. Sin embargo, su gestión no debió gustar demasiado a las autoridades franquistas —de acuerdo con Félix Luengo, es posible que pretendiera marginar a los falangistas—, ya que permaneció poco tiempo en el cargo, siendo destituido en septiembre de 1937 por Julio Muñoz Aguilar.
Falleció en un hospital de Vitoria tras sufrir un accidente de automóvil, pocos días antes de terminar la guerra, y fue enterrado en su localidad natal. Estuvo casado con María Legorburu, con la que tuvo una decena de hijos llamados Mercedes, Blanca, María Luisa, Vicente, Juan (religioso dominico), José Joaquín, Agustín, Luis, Ignacio y José Tellería Legorburu. Este último, ingeniero industrial, alférez de Artillería y capitán de Requetés, también murió durante la guerra «en defensa de Dios y servicio de España» —según las esquelas impresas por el bando nacional— el 12 de febrero de 1937, a los 24 años de edad.